# Al-Ansar Medina
Al-Ansar Medina (en árabe: نادي الأنصار‎) es un equipo de fútbol de Arabia Saudita que juega en la Segunda División Saudí, la tercera categoría nacional.

## Historia
Fue fundado en el año 1966 en la ciudad de Medina y es un club deportivo, principalmente reconocido por su sección de Baloncesto. Su primera aparición en la Liga Profesional Saudí se da en la temporada de 1986/87 luego de ser campeón de la segunda categoría, pero desciende tras una temporada.
En la temporada de 1996/97 vuelve a la primera división para repetir la misma historia del descenso tras una temporada, mismo resultado en la temporada de 1998/99.
En la temporada de 2004/05 juega nuevamente en la primera división donde por primera vez juega temporadas consecutivas luego de salvar la categoría, pero descendería la siguiente temporada. En 2011 regresa a la primera división para descender tras una temporada.

## Rivalidades
Su principal rival es el Ohod Club, equipo de la misma ciudad y con quien en varios años compartió estadio, en la rivalidad conocida como Derbi de Medina.

## Palmarés
- Saudi First Division (2): 1985–86, 1999–2000